# Murayama Ryūhei

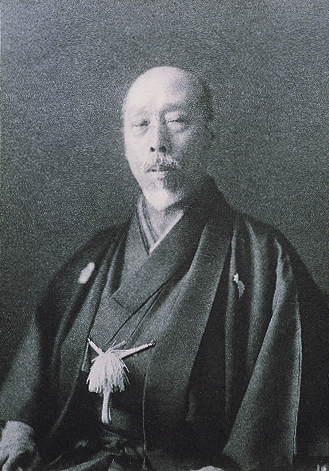
Murayama Ryūhei

Murayama Ryūhei (japanisch 村山 龍平, auch Murayama Ryōhei gelesen; geb. 14. Mai 1850 in Tamaru (田丸) in der Provinz Ise; gest. 24. November 1933 in Ashiya) war ein japanischer Herausgeber von Zeitungen und Politiker.

## Leben und Werk
Murayama Ryūhei eröffnete 1871 in Osaka ein Geschäft für Allerlei und wurde 1879 nomineller Besitzer der Zeitung „Ōsaka shimbun“ (大阪新聞), die sein Freund Kimura Heihachi (木村 平八) und dessen Sohn Noboru (騰) gegründet hatten. Murayama erwarb dann 1881 die Zeitung „Asahi“ (朝日) und machte sie in zwei Jahren durch sein kluges Management zur verbreitetsten Zeitung in Japan. 1888 begann er die „Tōkyō Asahi Shimbun“, heute „Asahi Shimbun“, zu publizieren. 
Murayama setzte die Erweiterung seiner Zeitungsfirma fort und erwarb sich als erster Verleger Ansehen durch die Unterstützung von Baseball-Turnieren der Mittelschulen und anderen Veranstaltungen auch auf kulturellem Gebiet. Ab 1889 gab er die hochklassige Kunst- und Kulturzeitschrift „Kokka“ (国華) heraus, die er bezeichnenderweise nicht einstellte, obwohl sie nicht aus den roten Zahlen herauskam.
1891 wurde Murayama bei der ersten Zusatzwahl für Mitglieder des Repräsentantenhauses zum Mitglied des Oberhauses gewählt. Danach wurde er auch bei den 2. und 3. Parlamentswahlen gewählt und war insgesamt drei Amtszeiten Mitglied des Oberhauses. Darüber hinaus war er Mitglied der Präfekturversammlung von Osaka und Mitglied der Stadtversammlung von Osaka. Er wurde 1918 beim „Weißen-Regenbogen-Zwischenfall“ belastet. 1930 wurde er Mitglied des Adelsinstituts. Murayama unterstützte auch die Entwicklung der japanischen Zivilluftfahrt.
Murayamas Schwiegersohn aus der Familie Okabe, der Nachfolger als Chef des Unternehmens, nahm dessen Familiennamen an und hieß daher Murayama Nagataka (村山 長挙; 1894–1977).
Die Präfektur Mie ehrt Murayama mit einem Museum, dem „Murayana-Ryūhei-kinenkan“ (村山龍平記念館).